# (18953) Laurensmith
(18953) Laurensmith (2000 QR114) – planetoida z pasa głównego asteroid okrążająca Słońce w ciągu 4,47 lat w średniej odległości 2,71 j.a. Odkryta 24 sierpnia 2000 roku.